# Courthiézy
Courthiézy är en kommun i departementet Marne i regionen Grand Est (tidigare regionen Champagne-Ardenne) i nordöstra Frankrike. Kommunen ligger i kantonen Dormans som tillhör arrondissementet Épernay. År 2022 hade Courthiézy 344 invånare.

## Befolkningsutveckling
Antalet invånare i kommunen Courthiézy
| Referens: INSEE |